# إقليم تاواو
إقليم تاواو (بالملايوية: Bahagian Tawau)‏ هو أحد أقاليم ولاية صباح، ماليزيا.